# Флаг Уганды
Государственный флаг Уганды был принят 9 октября 1962 г. — в день, когда Уганда обрела независимость от Великобритании. 

## Описание
На флаге изображены шесть полос одинаковой ширины в следующем порядке (сверху): чёрный, жёлтый, красный, чёрный, жёлтый, красный. В центре флага расположен белый круг с изображением национального символа — восточного венценосного журавля (Balearica regulorum), смотрящего в сторону древка. Три цвета символизируют африканских людей (чёрный), африканское солнце (жёлтый) и африканское братство (красный — цвет крови, объединяющей всех людей). Цвета флага совпадают с цветами Народного конгресса Уганды.

## Исторические флаги

Флаг Буганды
1894—1914
1914 — 1 марта 1962
1 марта 1962 — 9 октября 1962
Штандарт Президента Уганды